# AutoIt
AutoIt – język skryptowy zaprojektowany do automatyzowania aplikacji graficznego interfejsu środowisk z rodziny Microsoft Windows przez Jonathana Bennetta w 1999 roku i jest rozwijany do dziś zarówno przez samego autora jak i AutoIt Team. Aktualna wersja języka (v3.3.14.2) ma składnię podobną do języków takich jak Visual Basic czy JavaScript.

## Cechy interpretera AutoIt
Interpreterem języka AutoIt v3 jest plik wykonywalny autoit3.exe, który tłumaczy pliki z rozszerzeniem .au3. Interpreter został zaprojektowany tak, aby być niewielkich rozmiarów (115 kB), a przy tym całkowicie samodzielną aplikacją, wolną od zewnętrznych bibliotek systemowych DLL.
Oprócz interpretera w skład pakietu programu wchodzi kompilator Aut2Exe (kompiluje kod do plików wykonywalnych .a3x lub .exe - 32- lub 64-bitowych), edytor skryptów SciTE-Lite oraz program Window Info.

## Przykładowe skrypty
Hello world w AutoIt v3
```
; Wyświetla "Hello, world!" w MsgBox.

MsgBox
(
0
,
 
"Tytuł"
,
 
"Hello, world!"
)

```

Skrypt z użyciem funkcji w AutoIt v3
```
;Przykladowy skrypt z uzyciem funkcji

MsgBox
(
0
,
 
"Moj drugi skrypt"
,
 
"Witaj swiecie z glownej czesci skryptu!"
)

TestFunc
()

Func
 
TestFunc
()

    
Msgbox
(
0
,
 
"Moj drugi skrypt"
,
 
"Witaj swiecie z funkcji!"
)

EndFunc

```

## Składnia

### Typy danych
W języku AutoIt v3 występuje tylko jeden typ danych zwany Wariantem. Wariant może zawierać zarówno liczby, jak i łańcuchy znaków – używa ich odpowiednio zależnie od sytuacji, np.
- 10 + 10 – otrzymamy liczbę 20
- 10 & 10 – otrzymamy łańcuch znaków 1010

Jeżeli łańcuch znaków jest używany jako liczba, otrzymamy 0, np.
- 10 * "hello" – otrzymamy zero